# Deene Park
Deene Park, a residência da família Brudenell desde 1514, é uma mansão rural situada a aproximadamente 5 miles (8 kilometres) a nordeste de Corby, no condado de Northamptonshire, Inglaterra. O próprio salão principal é um edifício classificado como Grau I, datado do século XIV, que foi modificado diversas vezes ao longo dos anos para formar a estrutura atual.
Sete membros da família Brudenell foram Condes de Cardigan, sendo o mais notável o 7.º Conde, que liderou a Carga da Brigada Ligeira na Batalha de Balaclava (1854). O 7.º Conde faleceu sem deixar descendência em 1868 e, enquanto o Condado de Cardigan foi fundido com o Marquesado de Ailesbury, a propriedade de Deene Park passou, após a morte da sua viúva em 1915, para os descendentes do seu primo de segundo grau, Ernest Brudenell-Bruce, 3.º Marquês de Ailesbury.
A propriedade foi herdada pelo seu atual proprietário, Robert Brudenell, em 2014. Ele é filho de Edmund e Marian Brudenell, que dedicaram as suas vidas à reabilitação de Deene Park e são amplamente responsáveis pelo aspeto atual da propriedade. Eles descendem do filho do 3.º Marquês, Commodoro Lord Robert Brudenell-Bruce RN. O filho de Lorde Robert, George, pai de Edmund, herdou a residência da família juntamente com as restantes propriedades familiares em Leicestershire e Northamptonshire, e restaurou o apelido da família para "Brudenell" por Licença Real.

## História
O solar de Deene pertenceu à Abadia de Westminster; um aluguer anual de £18 foi pago até 1970. A casa senhorial foi expandida em torno do seu pátio a partir do seu núcleo do século XVI, representado pelo seu grande salão, que recebeu os seus painéis decorativos e lareira em 1571. A Sala do Arco, do início do século XIX, contém a biblioteca dos Brudenell, reunida no século XVI por Sir Thomas Tresham e pelo seu genro, Sir Thomas Brudenell, 1.º Conde de Cardigan, embora a coleção já não inclua o manuscrito dos Contos da Cantuária de Chaucer nem a última cópia da Magna Carta em mãos privadas.
A casa contém mobiliário de diferentes períodos e retratos, incluindo obras de Joshua Reynolds e Thomas Gainsborough. Entre os artefactos da Guerra da Crimeia encontram-se os uniformes de Lord Cardigan e a cabeça e a cauda do seu corcel, Ronald.  
Os vastos jardins, projetados por David Nightingale Hicks, incluem um parterre com vista para o lago e uma alameda recentemente plantada.  
O solar está localizado numa zona rural, não muito longe do viaduto de Harringworth, e é rodeado por aldeias históricas e lugarejos. No seu terreno encontra-se a Igreja de São Pedro, Deene, onde estão os monumentos fúnebres dos Brudenell.  
Durante a década de 1990, Deene Park foi o local de realização do festival anual Greenbelt Festival, que teve lugar no feriado bancário de agosto.  